# Pubblicità su Internet
La pubblicità su Internet rientra nella categoria dei nuovi media e sfrutta la capacità del Web di raggiungere una quantità notevole di persone. La pubblicità assume un ruolo determinante sia per le imprese, le quali possono raggiungere facilmente un vasto pubblico (ma anche selezionato nei casi della newsletter) con costi inferiori rispetto ai mezzi tradizionali (nel caso ad esempio della pubblicità rappresenta la principale essendo la maggior parte dei servizi offerti, gratuiti).
Uno dei vantaggi principali della pubblicità su Internet è quello della tracciabilità dei risultati, ovvero dell'effetto che ha sul pubblico. Questo avviene grazie agli adserver che nel caso dei banner ne misurano da una parte il numero delle visualizzazioni e dall'altra il numero effettivo di click degli utenti. Il CTR (Click-through rate) è il rapporto tra i click e il numero di visualizzazioni del banner ed è un importante indicatore dell'efficacia della pubblicità su Internet.

## Tipologie pubblicitarie su Internet

### Pubblicità d'assalto
La pubblicità viene imposta all'utente che è costretto a guardarla nel momento in cui accede al sito Internet. Un esempio è costituito dai pop-up. Questa tecnica è tuttavia poco utilizzata perché induce gli utenti ad abbandonare il sito.

### Pubblicità assertiva
La pubblicità assertiva consiste nel mostrare un annuncio pubblicitario prima che l'utente venga indirizzato al contenuto scelto. Si tratta di una tipologia di pubblicità meno pervasiva e per questo motivo non suscita reazioni negative da parte degli utenti.

### Pubblicità periferica
La pubblicità periferica prevede la compresenza nella stessa pagina web dei contenuti e degli annunci pubblicitari. Rappresenta la tipologia più utilizzata perché facile da realizzare e di immediata ricettività.

### Pubblicità interna
Per pubblicità interna si intendono quei collegamenti che compaiono in modo distinto nel contenuto del sito web; ne sono un esempio gli annunci pubblicitari evidenziati da Google tra le prime voci dei risultati di ricerca. Questa tipologia è la più efficace perché poco invasiva.

## Sottocategorie
All'interno del macro-genere delle tipologie pubblicitarie, si sviluppano i diversi tipi di pubblicità, tra questi quelli di maggior rilievo sono:

### Banner
I banner (letteralmente dall'inglese “insegna” ) si aprono ogni qual volta venga aperta una determinata pagina web. Essi sono i più noti, hanno diverse forme e dimensioni e riportano un annuncio promozionale. Cliccandoci sopra si viene rinviati, di norma, al sito dell'azienda inserzionista. 
I banner possono essere statici (contenenti un'immagine), dinamici (es. video) o interattivi (coinvolgono direttamente il probabile consumatore).
I banner tradizionali possono essere collocati nella pagina web in diverse posizioni (pagina alta, destra, sinistra, centro), oltre a questi esistono altre due tipologie di banner:
- Pop-up (il messaggio pubblicitario è contenuto in una finestra, che comparendo si sovrappone alla pagina)
- Pop-under (la finestra contenente il messaggio pubblicitario, per non risultare troppo invasiva, viene posizionata dietro la pagina principale).[3]
- Site-under (la pubblicità si apre sotto la pagina correntemente visualizzata, oppure in una diversa scheda, e viene quindi visualizzata solo nel momento in cui un utente chiude la pagina.

### Link sponsorizzati
I link sponsorizzati sono meno invasivi dei banner e collegano le sponsorizzazioni alle informazioni ricercate nel sito che ospita il link. Un esempio significativo di uso di questo strumento è offerto dal motore di ricerca Google, il quale offre servizi di ricerca interna per i siti di oltre un centinaio di imprese di tutto il mondo; in questo modo le imprese clienti godono di maggiore visibilità).

### Finestre intermedie
Le finestre intermedie dette anche "interstitial", possono essere spot televisivi o formati realizzati appositamente per il web, che si inseriscono fra una pagina e un'altra durante la navigazione. Essi costituiscono la forma pubblicitaria più simile a quella televisiva, non controllabile dall'utente. Lo scopo principale è di rendere ancora più coinvolgente ed efficace la comunicazione aziendale.

### Pubblicità tramite comunicati stampa
Il tradizionale comunicato stampa in Internet assume nuova vigoria divenendo un utile strumento di Internet marketing e nello specifico di link building e di seo.

### Pubblicità via mail
La pubblicità via mail consiste nell'invio di una mail contenente un messaggio pubblicitario indirizzato ad un target ristretto: “opt-in e-mail advertising”, legittimo e lo “spam”, illegale; 
e nella sponsorizzazione di newsletter, tipico esempio di marketing pubblicitario, attraverso il quale vengono inviate e-mail ai consumatori che le hanno sottoscritte.

### Pubblicità sui social network
Questo tipo di pubblicità coinvolge la comunicazione aziendale e i Social Network. Essa consiste in annunci e inserzioni composte da immagini e testi, mirate ad un target definito di utenti, selezionato secondo particolari criteri.

### Buzz marketing
Per buzz marketing  si intende un insieme di tecniche di marketing non convenzionale usate con lo scopo di creare un "passaparola" di informazioni, così da aumentare la notorietà di un determinato prodotto e della marca corrispondente. Esso sfrutta gli spazi dedicati ai forum e le capacità persuasive di alcuni blogger.

### Squeeze page
Una pagina di destinazione creata per sollecitare potenziali utenti ad iscriversi volontariamente ad una newsletter.

### Landing page
Una pagina web specificamente strutturata che il visitatore raggiunge dopo aver cliccato un link o una pubblicità.